# Habitació a Nova York
Habitació a Nova York (Room in New York) és un oli sobre tela de 1932 d'Edward Hopper que retrata dues persones en un pis de la ciutat de Nova York. Actualment, es troba a la col·lecció del Museu d'Art de Sheldon. Es diu que la pintura s'ha inspirat en les visió d'interiors il·luminats vistes per l'artista prop del districte on vivia a Washington Square.

## Qualitats formals
L'escena d'una habitació molt il·luminada està continguda a l'ampit fosc d'una finestra. L'enquadrament contundent converteix l'habitació en el focus principal, cridant a mirar cap a un espai on els subjectes no són conscients que estan sent observats. La genuïnitat de l'espionatge és producte del procés artístic de Hopper. Va admetre que la inspiració per a Habitació a Nova York provenia d'"entrevistes d'interiors il·luminats vistos mentre caminava pels carrers de la ciutat de nit". Malgrat la qualitat de l'escena instantània, en realitat no es tracta d'una finestra o moment en particular en què Hopper va mirar, sinó més aviat una culminació de moltes narracions diferents que va veure mentre vagava per la ciutat de Nova York. L'acte d'observar dona a l'espectador la sensació que allò que es veu és totalment real i sense filtres; "les figures egoistes no saben de la seva presència; en cas contrari, se sentirien avergonyits, sorpresos o d'alguna manera incòmodes". Per tant, la narració que Hopper retrata és d'una realitat sense apologètica. Les línies dures i els blocs de color que emmarquen l'escena no només divideixen l'espai entre l'espectador i el subjecte, sinó que també divideixen l'espai dins de la mateixa sala. Hopper col·loca una porta gairebé exactament al centre per dividir l'obra en dues meitats diferents horitzontalment, aïllant l'home i la dona als seus costats respectius. Mentre l'home llegeix el diari, ella toca el piano d'esquena a ell. Els blocs de color delineen l'espai i suggereixen una manca de moviment. L'historiador de l'art i erudit Jean Gillies argumenta que com menys detalls hagi de mirar l'espectador, més lent es mourà l'ull per l'obra. La idea neix de la idea que quan es veu una obra d'art, l'ull salta de detall en detall per percebre el conjunt. En reduir el nombre d'elements, Hopper crea una escena de moviment lent o fins i tot immòbil. Gilles argumenta que les tècniques formals funcionen per donar als subjectes una qualitat atemporal com si estiguessin congelats en aquell instant.

## Interpretacions
La majoria dels estudiosos se centren en la solitud i l'alienació com el tema del treball de Hopper. La historiadora de l'art Pamela Koob assenyala que les "figures solitàries en les pintures de Hopper bé poden ser evocacions d'una solitud feliç en lloc de l'aïllament tan sovint citat". L'evidència de satisfacció prové de la mateixa noció de Hopper de què una obra d'art és una expressió de la "vida interior" del creador. Segons la seva esposa Jo Hopper, li va encantar la seva vida interior fins al punt de què podia "estar bé sense la interrupció d'altres humans".
A més del tema principal de l'alienació, en l'obra de Hopper destaquen altres factors. El mateix Hopper ho descriu com, "ja saps, hi ha molts pensaments, molts impulsos que entren en una imatge, no només un". Alguns estudiosos han afirmat que les formes i figures clarament definides de Hopper podrien ser una relíquia del seu treball anterior en publicitat. Tot i que era ben conegut que Hopper es va donar molt poc crèdit quan parlava de la seva llarga feina com a il·lustrador de llibres i revistes, algunes de les qualitats formals que es veuen en el treball comercial solen aparèixer a les seves pintures a l'oli. Concretament, la historiadora de l'art Linda Nochlin argumenta que Hopper encara es va mantenir amb "vestigis de les seves convencions figurals, la seva taquigrafia espacial i la seva tímida rigidesa puritana del contorn". Aquestes formalitats rígides pel que fa a la forma són les que Nochlin argumenta que donen a l'obra de Hopper un aspecte innegablement americà.

## Context
El sentiment de separació sovint connectat al pis de la ciutat de Nova York és un tema en el treball de Hopper. En particular, les peces de Hopper que contenen dos punts principals aprofundeixen la idea de la solitud. Les parelles de Hopper tendeixen a ser un home i una dona en proximitat i, tanmateix, completament aliens els uns als altres. Mentre aquests parells apariats apareixen en moltes de les obres d'Hopper, l'historiador de l'art Joseph Stanton suggereix que l'Hotel per un Ferrocarril podria ser una mica com una peça d'acompanyant a l'Habitació en Nova York. Stanton assenyala que la parella del ferrocarril podria ser la mateixa parella en la sala en Nova York, només tres o quatre dècades més. En tots dos treballs, els vestits que porten les dones són del mateix color i el pèl extremadament fosc i la pell pàl·lida encarna la semblança entre ells. Així mateix, els homes en totes dues pintures porten vestits negres sense la jaqueta. Més enllà de les similituds físiques de les dues parelles, la noció de proximitat física; això no obstant, la total alienació, uneix les dues obres.

## En la cultura popular
La pintura va inspirar un conte de 2016 de Stephen King, "The Music Room". La història va ser recollida en el llibre 016 In Sunlight or In Shadow: Stories Inspired by the Paintings of Edward Hopper.